# Candie Herbert

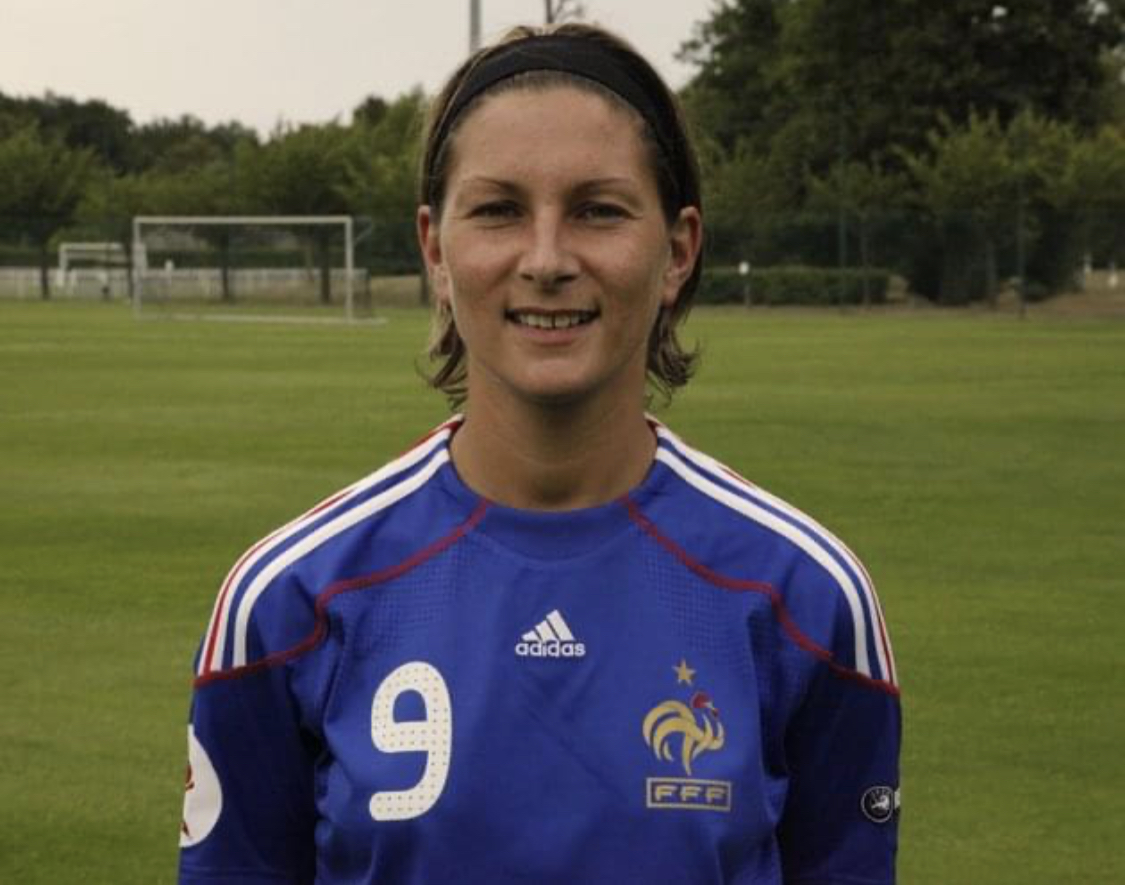
Candie Herbert

Candie Monique Nadine Herbert (* 4. Juni 1977 in Seclin) ist eine französische Fußballspielerin. Die Stürmerin stand zuletzt bei der ASJ Soyaux unter Vertrag und spielte auch für die französische Nationalmannschaft.
Herbert begann ihre Karriere beim FCF Hénin-Beaumont. Zwischen 1996 und 1999 spielte sie für USO Bruay-la-Buissière, danach bis 2007 und erneut ab 2010 bei ASJ Soyaux. Zwischen den beiden Stationen in Soyaux trug sie für zweieinhalb Jahre noch einmal den Dress von Hénin-Beaumont. In der Saison 2012/13 gehört sie nicht mehr zum Zweitligaaufgebot der ASJS.
Mit ihren Vereinsmannschaften konnte sie keine Titel gewinnen. Am 14. Mai 1994 debütierte sie in einem Spiel gegen Italien in der französischen Nationalmannschaft. Sie nahm an den Europameisterschaften 1997, 2001, 2005 und 2009 teil. In ihren insgesamt 83 Länderspielen bis Juni 2010 erzielte sie elf Tore (Stand: 27. Juni 2010).